# Benthobia tryonii
Benthobia tryonii är en snäckart som beskrevs av Dall 1889. Benthobia tryonii ingår i släktet Benthobia och familjen Pseudolividae. Inga underarter finns listade i Catalogue of Life.